# Ерленд Лесунд
Ерленд Лесунд (норв. Erlend Lesund — Осло, 11. децембар 1994) професионални је норвешки хокејаш на леду који игра на позицијама одбрамбеног играча.
Члан је сениорске репрезентације Норвешке за коју је на међународној сцени дебитовао на светском првенству 2017. године. 
Од 2015. игра за шведску Мору. 